# Bahrainische Fußballnationalmannschaft (U-23-Männer)
Die bahrainische U-23-Fußballnationalmannschaft ist eine Auswahlmannschaft bahrainischer Fußballspieler. Sie untersteht dem bahrainischen Fußballverband BFA und repräsentiert diesen international auf U-23-Ebene, etwa in Freundschaftsspielen gegen die Auswahlmannschaften anderer nationaler Verbände, bei U-23-Asienmeisterschaften, dem U-23-Turnier des Golfpokals sowie den Fußballturnieren der Olympischen Sommerspiele und der Asienspiele.
Bisher konnte sich die Mannschaft nicht für das olympische Fußballturnier qualifizieren. 2020 wird Bahrain erstmals an der U-23-Asienmeisterschaft teilnehmen. Den U-23-Golfpokal gewann die Mannschaft erstmals 2013, nachdem sie zuvor 2008 und 2012 jeweils den zweiten Platz erreichte. An den Asienspielen nahm Bahrain viermal teil und schaffte es 2002 sowie 2018 jeweils in das Achtelfinale.
Spielberechtigt sind Spieler, die ihr 23. Lebensjahr noch nicht vollendet haben und die bahrainische Staatsangehörigkeit besitzen.

## Bilanzen
| Olympische Spiele - 1992 bis 2016: Nicht qualifiziert U-22-/23-Asienmeisterschaften - 2014 bis 2018: Nicht qualifiziert - 2020: Qualifiziert Asienspiele - 2002: Achtelfinale - 2006: Gruppenphase - 2010: Gruppenphase - 2014: Nicht teilgenommen - 2018: Achtelfinale | U-23-Golfpokal - 2008: Zweiter - 2010: Gruppenphase - 2011: Gruppenphase - 2012: Zweiter - 2013: Erster - 2015: Gruppenphase |